# コルネリウス・グルリット
コルネリウス・グルリット（Cornelius Gurlitt, 1820年2月10日 - 1901年6月17日）は、ドイツの作曲家。
ホルシュタイン公国のアルトナに生まれ、カール・ライネッケの父ヨハン・ルドルフ・ライネッケに音楽を学んだ。後にライプツィヒ音楽院でライネッケの同級生になった。17歳で公開演奏を行い、そのときの評価によってコペンハーゲンに赴くことになった。同地ではクリストフ・エルンスト・フリードリヒ・ヴァイセ (C.E.F. Weyse) らにピアノやオルガン、作曲を師事、またニルス・ゲーゼの面識を得て、生涯の親交を結んだ。1842年よりコペンハーゲン近郊のヒルシュホルム (Hørsholm) に4年間滞在。その後ライプツィヒに戻り、それから兄ルイスが絵を学んでいたローマに渡った。サンタ・チェチーリア国立アカデミアより名誉会員に選ばれ、1855年に音楽教授の称号を得て同アカデミアを修了。アルトナに戻り、アウグステンブルク公の3人の姫君の家庭教師を務め、1849年にデンマーク・プロイセン・オーストリア帝国の間で第一次シュレースヴィヒ＝ホルシュタイン戦争が勃発すると、デンマーク陸軍軍楽隊の指揮者を務めた。
歌曲やピアノ曲から、カンタータ、歌劇、交響曲までおびただしい数の作品を残しているが、今日ではピアノの初心者のために書かれた、サロン・ピースの形をとる一連の練習曲がかろうじて知られているに過ぎない。ほかに「おもちゃの交響曲」や6手のためのピアノ曲などがある。
オペラ作曲家で指揮者のマンフレート・グルリットの大叔父にあたる。